# Villefargeau
Villefargeau é uma comuna francesa na região administrativa de Borgonha-Franco-Condado, no departamento de Yonne. Estende-se por uma área de 13,75 km². Em 2010 a comuna tinha 1 143 habitantes (densidade: 83,1 hab./km²).